# Leerdammer

Das Logo des Käses

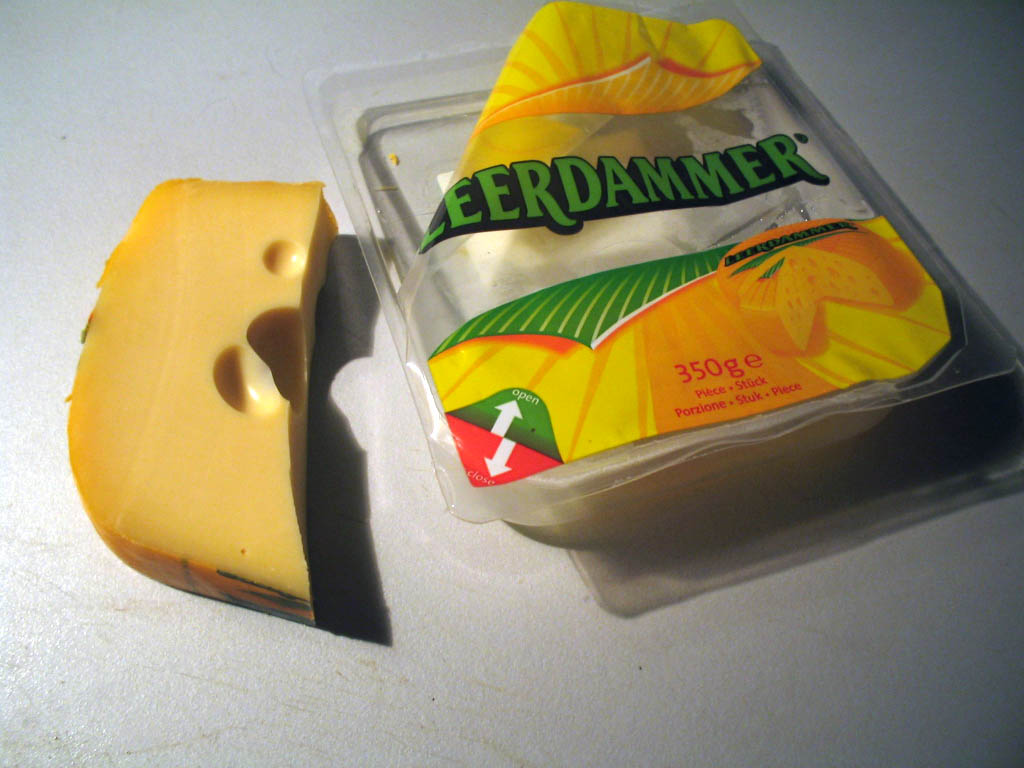
Leerdammer

Leerdammer ist ein seit 1974 in den Niederlanden industriell hergestellter und seit 1978 auch in Deutschland vermarkteter Schnittkäse aus Kuhmilch, der als Marke geschützt ist. Der Geschmack der von Cees Boterkooper und Bastian Baars erfundenen Käsesorte, der die Qualitäten der beliebten Sorten Gouda und Emmentaler kombinieren sollte, wird vom Hersteller als „nussig mild“ beworben.
Besonders in Deutschland, Italien, Österreich und Frankreich ist die Marke verbreitet.
Leerdammer gibt es u. a. in den Geschmacksvariationen Leerdammer original, Leerdammer Lightlife (2011 abgelöst von 20 % dünner geschnittenen Scheiben Leerdammer Léger mit 16 % Fett), Leerdammer Yoghu, Leerdammer Caractère sowie Leerdammer Delacrème.
Leerdammer wurde 2002 von den Fromageries Bel übernommen und 2021 an Lactalis verkauft.
Das Werk, in dem der Käse hergestellt wird, befindet sich in Schoonrewoerd, das Teil der Gemeinde Leerdam gewesen ist und nun Vijfheerenlanden angehört.